# مونتوریو نی فرنتانی
مونتوریو نی فرنتانی (به ایتالیایی: Montorio nei Frentani) یک کومونه در ایتالیا است که در استان کامپوباسو واقع شده‌است.

## خصوصیات
مونتوریو نی فرنتانی ۳۱ کیلومترمربع مساحت و ۴۷۸ نفر جمعیت دارد و ۶۵۴ متر بالاتر از سطح دریا واقع شده‌است.